# Médard Léopold Ouédraogo
Médard Léopold Ouédraogo (né le 8 juin 1953 à Ouagadougou) est un évêque catholique Burkinabè, évêque auxiliaire de l'archidiocèse de Ouagadougou de 2012 à 2022, puis évêque du diocèse de Manga depuis 2022.

## Biographie
Léopold Ouédraogo est né le 8 juin 1953 à dans la capitale burkinabè Ouagadougou. Il fait des études de philosophie et de théologie au grand Séminaire Saint Pierre Claver de Koumi. Il est ordonné prêtre le 30 juin 1979 et incardiné dans l'archidiocèse de Ouagadougou. 
A la suite de son ordination, il occupe la fonction de vicaire paroissial de Manga entre 1979 et 1982. De 1982 à 1984, il enseigne au séminaire Saint Pierre et Paul de Kossoghin. 
Médard Léopold Ouédraogo commence, en 1984, des études de mathématiques à l'Université de Ouagadougou, avant d'exercer la charge de vicaire paroissial de Guilongou entre 1986 et 1987. Il poursuit ensuite des études en théologie biblique à l'Université catholique de l'Afrique de l'Ouest (UCAO) à Abidjan, en Côte d'Ivoire, de 1987 à 1990, il obtient une licence. Après ses études, il sert comme vicaire paroissial à Dapoya de 1990 à 1993, puis devient professeur au grand séminaire Saint Jean Baptiste de 1993 à 1997. Il continue à enseigner au grand séminaire Saint Pierre et Paul de 1997 à 1999, où il est ensuite nommé recteur jusqu'en 2006. Il prend une année sabbatique en Italie en 2006, et à partir de 2007, il exerce comme curé de la paroisse Saint Guillaume de Tanghin. En 2009, il est nommé vicaire général de l'archidiocèse de Ouagadougou.

### Épiscopat
Le pape Benoît XVI le nomme évêque titulaire de Sutunurca et évêque auxiliaire de Ouagadougou le 28 mai 2012,. L'archevêque de Ouagadougou, Philippe Ouédraogo, lui confère l'ordination épiscopale le 11 août de la même année ; Les co-consécrateurs étaient Philippe Ballot, archevêque de Chambéry, et Ambroise Ouédraogo, évêque de Maradi,.
Du 3 septembre 2016 au 13 juillet 2018, il a été administrateur apostolique du diocèse vacant de Dédougou. Le 16 juin 2022, le pape François le nomme évêque de Manga,,.